# Waker-uz-Zaman
Waker-uz-Zaman (en bengalí: ওয়াকার-উজ-জামান; Sherpur, 16 de septiembre de 1966) es un militar bangladesí, general de cuatro estrellas del ejército y el actual Jefe de Estado Mayor del Ejército (CAS) del Ejército de tierra de Bangladés desde el 23 de junio de 2024. Antes de su nombramiento, se desempeñó como Jefe del Estado Mayor General (CGS) del Ejército de Bangladés. Anteriormente, se desempeñó como Oficial Principal de Estado Mayor número 15 de la División de las Fuerzas Armadas. Tras la dimisión de Sheikh Hasina el 5 de agosto de 2024 a raíz de importantes protestas, Waker-uz-Zaman anunció su intención de un gobierno interino pero finalmente fue rechazado.

## Temprana edad y educación
Zaman nació en el distrito de Sherpur el 16 de septiembre de 1966, se graduó en la Escuela de Comando y Estado Mayor de los Servicios de Defensa. Estudió en la Escuela de Estado Mayor y Comando de Servicios Conjuntos del Reino Unido. Tiene una maestría en estudios de defensa de Bangladés y una maestría en estudios de defensa del King's College de la Universidad de Londres.

## Carrera
Zaman fue comisionado el 20 de diciembre de 1985 en la Academia Militar de Bangladés en el 13º Curso Largo de BMA en el Regimiento de Bengala Oriental.
Durante su larga carrera militar, enseñó en la Academia de Suboficiales (NCOA), la Escuela de Infantería y Tácticas (SI&T) y el Instituto de Entrenamiento de Operaciones de Apoyo a la Paz de Bangladés (BIPSOT). Sirvió en la Misión de las Naciones Unidas en Liberia y en la Misión de Verificación de las Naciones Unidas en Angola. Se desempeñó como Subsecretario Militar Adjunto, Subsecretario Militar y Subsecretario Militar en la Rama del Secretario Militar, Cuartel General del Ejército. Sirvió en la Unidad de Seguridad del Ejército y estuvo al mando del 17º Regimiento de Bengala Oriental. Estuvo al mando de la 46.ª Brigada de Infantería Independiente en Daca. Zaman fue nombrado Secretario Militar del Ejército de Bangladés en el Cuartel General del Ejército dos veces en 2013 y 2017 posteriormente.
Después de eso, fue designado en la 9.ª División de Infantería como GOC y Comandante del Área de Savar. El 30 de noviembre de 2020, Zaman fue ascendido a teniente general y nombrado Oficial Principal de Estado Mayor de la División de las Fuerzas Armadas. Se desempeñó como presidente de la Convención sobre la Autoridad Nacional de Armas Químicas de Bangladés. Integró el órgano de gobierno del Colegio de la Defensa Nacional.
Fue nombrado Jefe de Estado Mayor (CGS) del ejército de Bangladés el 29 de diciembre de 2023. El general Wakar también trabaja como presidente interino del Comité Central de Coordinación de las Escuelas y Universidades Públicas del Acantonamiento. El 11 de junio de 2024, el gobierno de Bangladés lo nombró próximo jefe del Estado Mayor del ejército.
El 5 de agosto de 2024, tras la huida de Bangladés de la primera ministra Sheikh Hasina en medio del movimiento de reforma de cuotas de Bangladés de 2024, Zaman anunció su intención de formar un gobierno interino, prometiendo que los militares investigarían la violencia contra los manifestantes y entregarían el poder.